# Kóstas Karyotákis
Kóstas Karyotákis (grec moderne : Κώστας Καρυωτάκης) (1896–1928) est l’un des poètes grecs les plus représentatifs des années 1920. Sa poésie contient beaucoup d’images tirées de la nature et des tendances à l’expressionnisme et au surréalisme. Il se suicida en 1928. Son œuvre, peu appréciée de son vivant, est représentative du climat de scepticisme qui prédomine dans la génération des poètes de cette époque. Odysséas Élytis, dans Chronique d'une décennie, le présente cependant comme « le grand favori » des années 1925-1930.

## Notice biographique
Kóstas Karyotákis est né à Tripoli, dans le Péloponnèse, le 30 octobre 1896. Sa jeunesse est marquée par de multiples déménagements qui amènent sa famille à Leucade, Larissa, Kalamata, Athènes, ou encore à La Canée en Crète, son père étant ingénieur de travaux civils. À La Canée, il rencontre Anna Skordili et il tombe amoureux d'elle. En 1913 il est diplômé du Premier collège de La Canée avec de très bonnes notes. À 16 ans, il présente ses premiers poèmes dans diverses revues pour enfants et en 1919 il publie son premier recueil de poèmes La douleur de l'homme et des choses. Il a aussi participé à un concours de récit appelé « Diaplasis Paidon »
Après des études de droit qu’il termine en 1917, il s’essaie au métier d’avocat mais le manque de clients le conduit à demander un poste de fonctionnaire à la préfecture de Thessalonique. Ses rapports avec la hiérarchie et la bureaucratie feront qu'il sera rapidement éloigné de son poste et nommé à Syros, puis à Arta[réf. nécessaire]. Il revient ensuite à la préfecture d'Athènes où il se lie avec la poétesse María Polydoúri, alors qu'il publie son deuxième recueil Népenthès, qui est primé dans un concours poétique en 1920. De 1924 à 1928, il voyage à travers la France, l'Italie et l'Allemagne. Son dernier recueil, Élégies et satires, paraît en 1927.
Nommé à Patras, puis à Préveza, il ne cesse de se plaindre de l’ennui, de la petitesse et de la mesquinerie de la vie provinciale et sombre dans un profond désespoir qui le conduira au suicide. La décision de mettre fin à ses jours est sans doute due aussi à la syphilis dont il était atteint. Le 21 juillet 1928, il se tire une balle dans le cœur après avoir tenté en vain de se noyer.

## Œuvres
La poésie de Kóstas Karyotákis n'innove pas sur le plan de la prosodie : elle est écrite sans recherche, dans une forme relâchée recourant à un registre familier, proche de la vulgarité. La langue mêle néologismes et clichés archaïques. Exprimant le désenchantement de l'après-guerre, son œuvre traduit une vision pessimiste de la vie et un ennui de vivre. Dans la morne durée de la vie quotidienne où domine la saveur amère de la désillusion, seul l'accent du sarcasme introduit quelque vigueur dans ses poèmes.

### Poésie
- La Douleur de l'homme et des choses (1919)
- Népenthès (1921)
- Élégies et Satires (1927)
- Derniers poèmes
- Poèmes inédits

### Prose
- La Carapace
- La Dernière
- Le Jardin de l’ingratitude
- Rêveur
- Trois grandes faveurs
- Fuite
- Éloge de la mer
- Catharsis
- Sa vie

### Œuvres parues en français
- Proses, éditions du Griot, 1994
- Poèmes, Éditions du Net, 2015.